# 泥沼之戰
泥沼之戰，是東察合台汗國可汗也里牙思火者進攻河中地區的戰役，發生在1365年5月22日，地點在烏茲別克斯坦的奇爾奇克河畔。
14世紀中期察合台汗國分裂後，河中地區被突厥部落控制，東察合台汗國曾兩次出兵河中，在得知也里牙思火者入侵後，在撒馬爾罕的帖木兒和盟友忽辛決定挺身而出，帖木兒在塔什干和奇納茲之間的奇爾奇克河岸駐軍，帖木兒指揮右軍，忽辛指揮左軍，也里牙思火者則駐軍科尼博多姆。
但在戰鬥中暴雨把戰場變成泥沼，連馬都被困在泥濘中，也里牙思火者的軍隊因有防雨裝備可向帖木兒軍進攻，因忽辛拒絕支援，帖木兒軍隊損失了10000人被逼撤回渴石，而也里牙思火者則乘勝進攻撒馬爾罕，但因瘟疫和市民起義被逼撤軍。